# Exochus semilividus
Exochus semilividus là một loài tò vò trong họ Ichneumonidae.